# Nonciature apostolique en Côte d'Ivoire
La nonciature apostolique en Côte d'Ivoire est une institution ecclésiastique de l'Église catholique. Elle représente diplomatiquement le Saint-Siège, dont le représentant est appelé nonce apostolique avec un rang d'ambassadeur.

## Représentants du Saint-Siège en Côte d'Ivoire

### Pro-nonces apostoliques
- Giovanni Mariani (19 juin 1972 - 11 janvier 1975), également archevêque titulaire de Missua (de)
- Bruno Wüstenberg (19 décembre 1973 - 17 janvier 1979), également archevêque titulaire de Tyr

### Nonces apostoliques
- Justo Mullor García (22 mars 1979 - 3 mai 1985), également archevêque titulaire d'Emerita Augusta (de)
- Antonio Mattiazzo (16 novembre 1985[1] - 5 juillet 1989)[2], également archevêque titulaire de Virunum (de)
- Janusz Bolonek (25 septembre 1989[3] - 23 janvier 1995)[4], également archevêque titulaire de Madaure
- Luigi Ventura (25 mars 1995 - 25 mars 1999), également archevêque titulaire de Equilium (de)
- Mario Zenari (12 juillet 1999[5] - 10 mai 2004), également archevêque titulaire d'Iulium Carnicum (de)
- Mario Roberto Cassari (31 juillet 2004  - 14 février 2008), également archevêque titulaire de Truentum (de)
- Ambrose Madtha (8 mai 2008  – 8 décembre 2012)[6], également archevêque titulaire de Naissus (de)
- Joseph Spiteri (1er octobre 2013  - 7 mars 2018), également archevêque titulaire de Serta (de)
  - Ante Jozić a été nommé le 2 février 2019, mais des blessures subies dans un accident de voiture ont retardé sa consécration épiscopale et il n'a pas pris ses fonctions[note 1], également archevêque titulaire de Cissa (de)
- Paolo Borgia (28 octobre 2019  – 24 septembre 2022)[9], également archevêque titulaire de Milazzo (de)
- Mauricio Rueda Beltz (depuis 16 juin 2023[10]), également archevêque titulaire de Cingoli (it)